# Cnemaspis heteropholis
Cnemaspis heteropholis là một loài thằn lằn trong họ Gekkonidae. Loài này được Bauer mô tả khoa học đầu tiên năm 2002.